# مونشيجاني
مونشيجاني (بالبنغالية: মুন্সীগঞ্জ)‏ المعروفة أيضًا تاريخيًا باسم بيكرامبور، هي منطقة في وسط بنغلاديش، وهي جزء من محافظة دكا، تحدها ناحية دكا.

## التركيبة السكانية
وفقًا لتعداد بنغلاديش لعام 2011 كان عدد سكان منطقة مونشيجاني 1445660 نسمة، منهم 721552 من الذكور و724108 من الإناث. كان عدد سكان الريف 1،259،554 (87.13٪) بينما كان عدد سكان الحضر 186،106 (12.87٪). كان معدل معرفة القراءة والكتابة فيها 56.09٪ للسكان 7 سنوات فأكثر: 56.44٪ للذكور و 55.74٪ للإناث.
| الأديان في منطقة مونشيجاني (2011) | الأديان في منطقة مونشيجاني (2011) | الأديان في منطقة مونشيجاني (2011) | الأديان في منطقة مونشيجاني (2011) | الأديان في منطقة مونشيجاني (2011) |
| --------------------------------- | --------------------------------- | --------------------------------- | --------------------------------- | --------------------------------- |
| دين                               | دين                               |                                   | النسبة المئوية                    | النسبة المئوية                    |
| المسلمون                          | المسلمون                          |                                   | 91.92%                            | 91.92%                            |
| الهندوس                           | الهندوس                           |                                   | 7.93%                             | 7.93%                             |
| أخرى أو غير مذكورة                | أخرى أو غير مذكورة                |                                   | 0.15%                             | 0.15%                             |

| دِين               | السكان (1941) | النسبة المئوية (1941) | السكان (2011) | النسبة المئوية (2011) |
| ----------------- | ------------- | --------------------- | ------------- | --------------------- |
| دين الاسلام       | 513.766       | 58.54٪                | 1،328،838     | 91.92٪                |
| الهندوسية         | 362،986       | 41.36٪                | 114،655       | 7.93٪                 |
| أخرى              | 891           | 0.10٪                 | 2،167         | 0.15٪                 |
| إجمالي عدد السكان | 877.643       | 100٪                  | 1،445،660     | 100٪                  |